# Zelenoborsk (Circondario autonomo degli Chanty-Mansi-Jugra)
Zelenoborsk (in russo Зеленоборск?) è un insediamento di tipo urbano della Russia siberiana occidentale situato nel distretto Sovetskij del Circondario Autonomo degli Chanty-Mansi.
Si trova a 29 km da Sovetskij, centro amministrativo del distretto.